# Wennigsen (Deister)
Wennigsen (Deister) – gmina samodzielna (niem. Einheitsgemeinde) w Niemczech, w kraju związkowym Dolna Saksonia, w związku komunalnym Region Hanower.